# أنبج

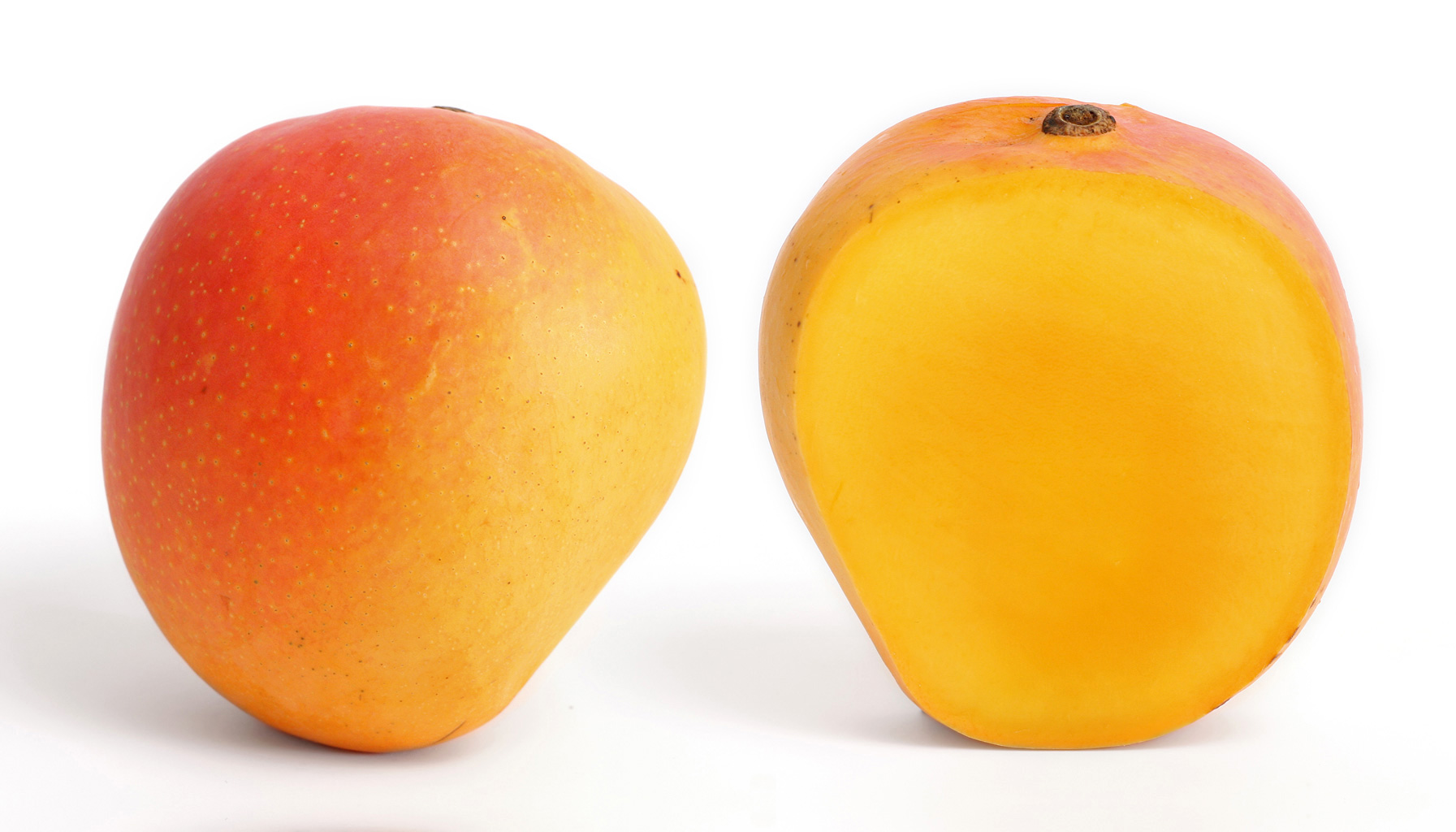
ثمرة الأنبج مع مقطع لها

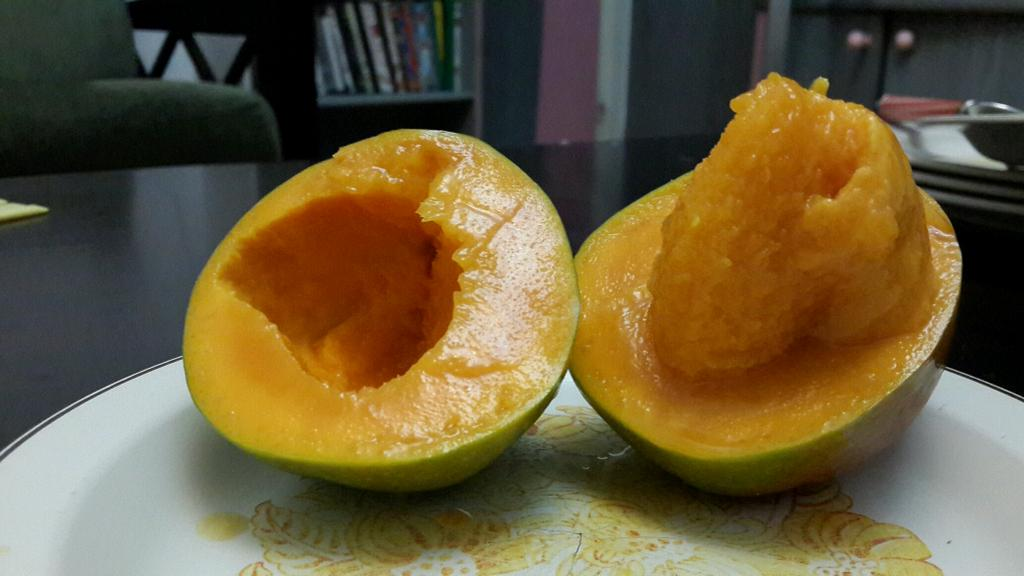
منجة مصرية «ألفونسو»

الأَنْبَج أو الأَنْب أو الأَنْبة أو المَنْجَة أو المَنْغَة أو المَنْجَا أو المَنْغَا أو المَنْجو أو المَنْغُو أو العَنْب أو العَنْبة أو العَنْبا (الاسم العلمي: Mangifera indica) فاكهة قشرية ذات نواة تنتمي لجنس الأنبج (الاسم العلمي: Mangifera). والذي يتكون من عدد كبير من أشجار الفواكه الإستوائية التي تنتمي للفصيلة النباتية البطمية (باللاتينية: Anacardiaceae). 

## الوصف والتسمية

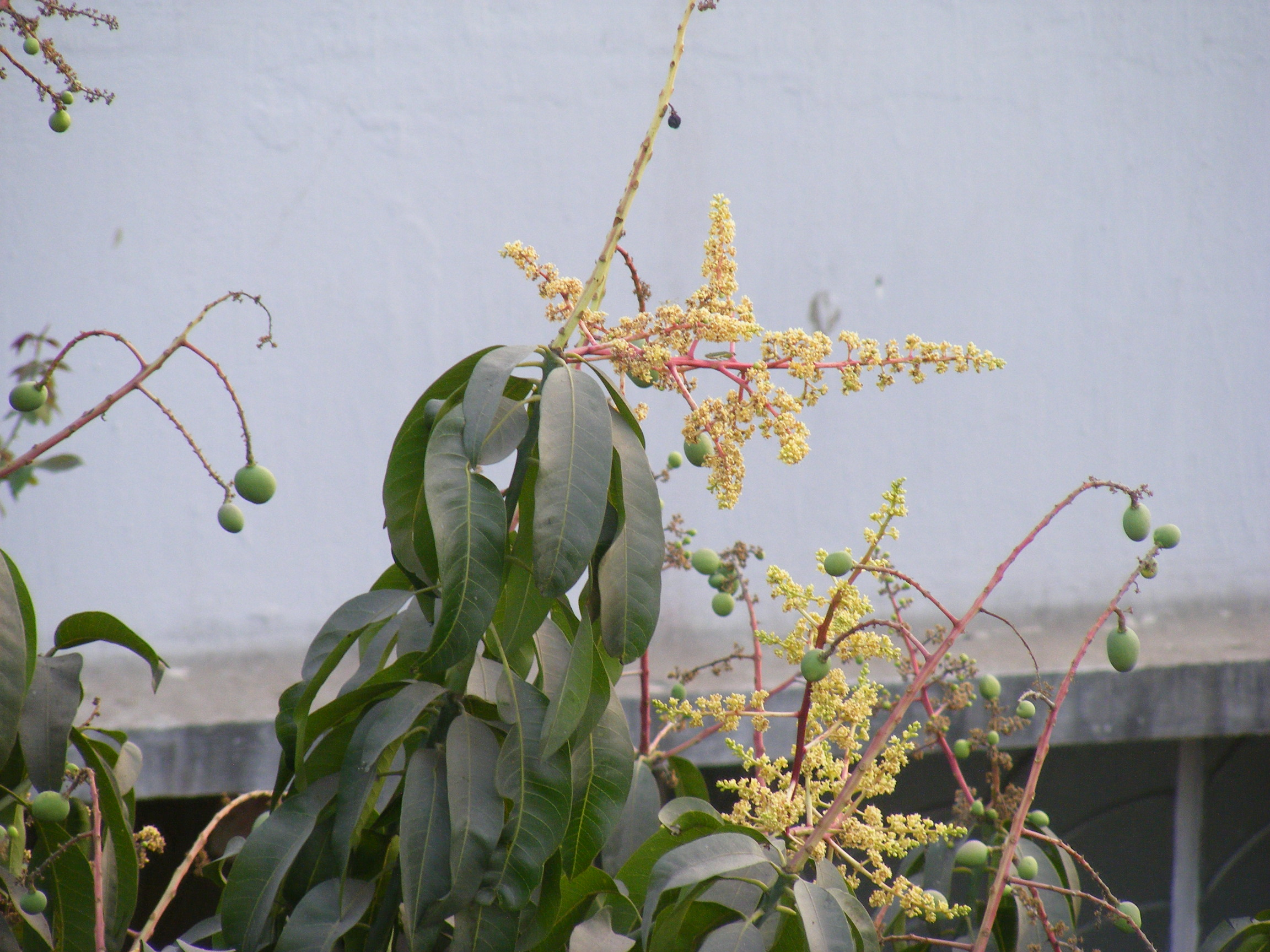
ازهار المنجا والثمرات الغير الناضجة

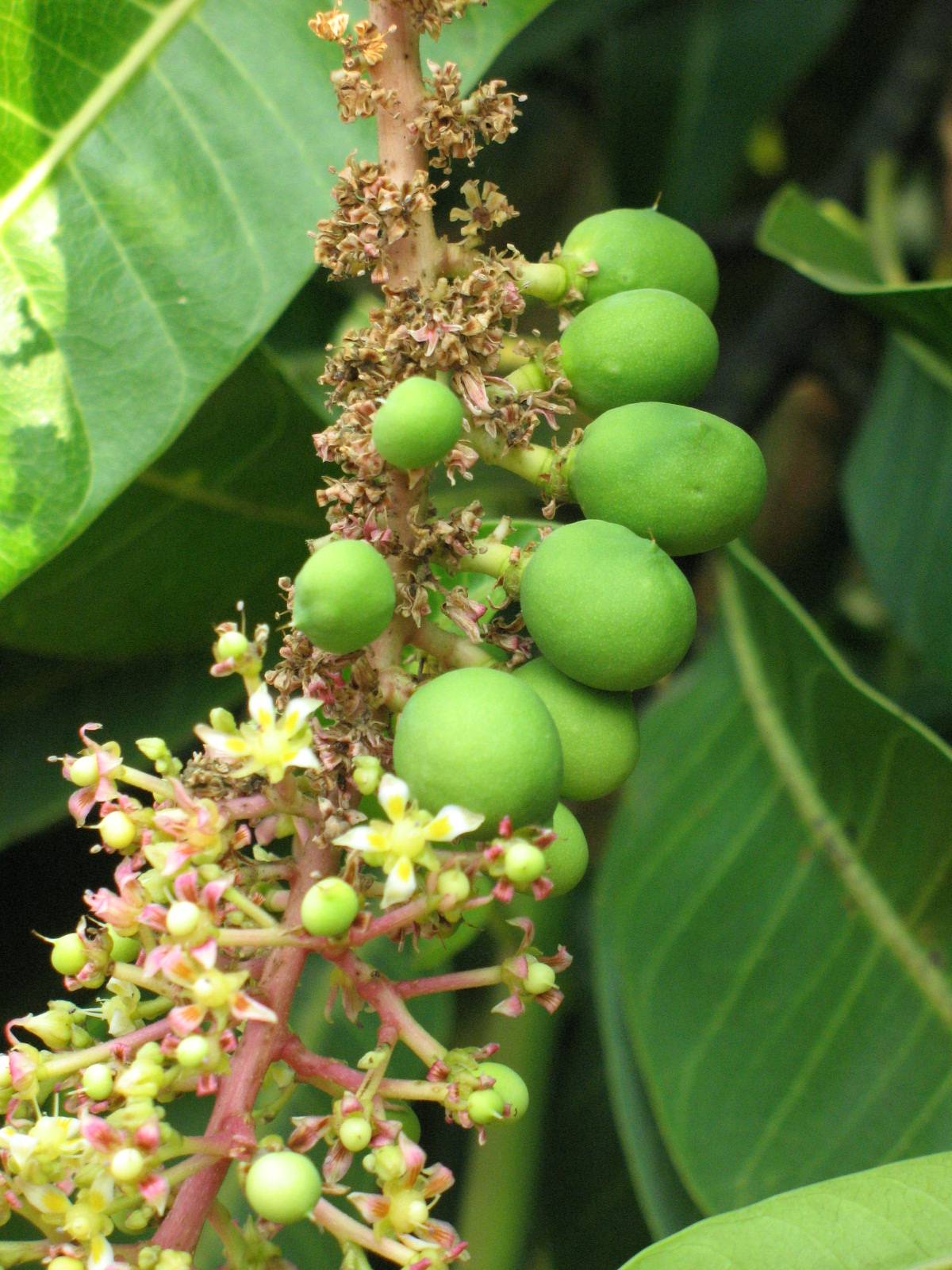
صورة قريبة لتفتح الأزهار والفواكه الغير ناضجة من منجو ألفونس

تنمو شجرة المنجا إلى 35–40 م (115–131 قدم). ويعتبر المنجا من الفواكه القديمة، حيث كانت تزرع منذ 4,000 عاماً. في التربة، يمتد الجذر الرئيسي إلى عمق 6 م (20 قدم) مع عدد كثير من جذور مغذية واسعة الانتشار، وكانت تعرف عند العرب بالأَنْبَج وهذا الاسم هو أشهر الأسماء وهو سنسكريتي مُعرَّب وهناك أسماء أخرى كثيرة هي: الأَنْب، والأنبة، والعَنْب، والعنبة، والعنبا، كما جاء في المعجم الكبير لمجمع اللغة العربية، وجاء فيه أيضا أن اسم الجنس لهذا الشجر هو المنجا، وفي المعجم الوسيط زاد عليه كلمة ثانية وهي المَنجَة.
تعتبر أوراق المنجا دائمة الخضرة وبسيطة، طولها 15-35 سم وعرضها 6-16 سم. عندما تكون ورقة نبات غير ناضجة، يكون لونها برتقالي وردي، وتتغير بسرعة إلى أحمر غامق، ثم أخضر غامق حيث تصبح ناضجة. وتنمو الزهور في عناقيد طرفية، يتراوح طولها بين 10–40 سنتيمتر؛ وتتكون كل زهرة صغيرة ولونها أبيض بخمسة بتلات بطول 5-10 مليمتر، برائحة حلوة تشبه رائحة زنبق الوادي. وتستغرق ثمرة المنجا ثلاثة أشهر لتنضج.

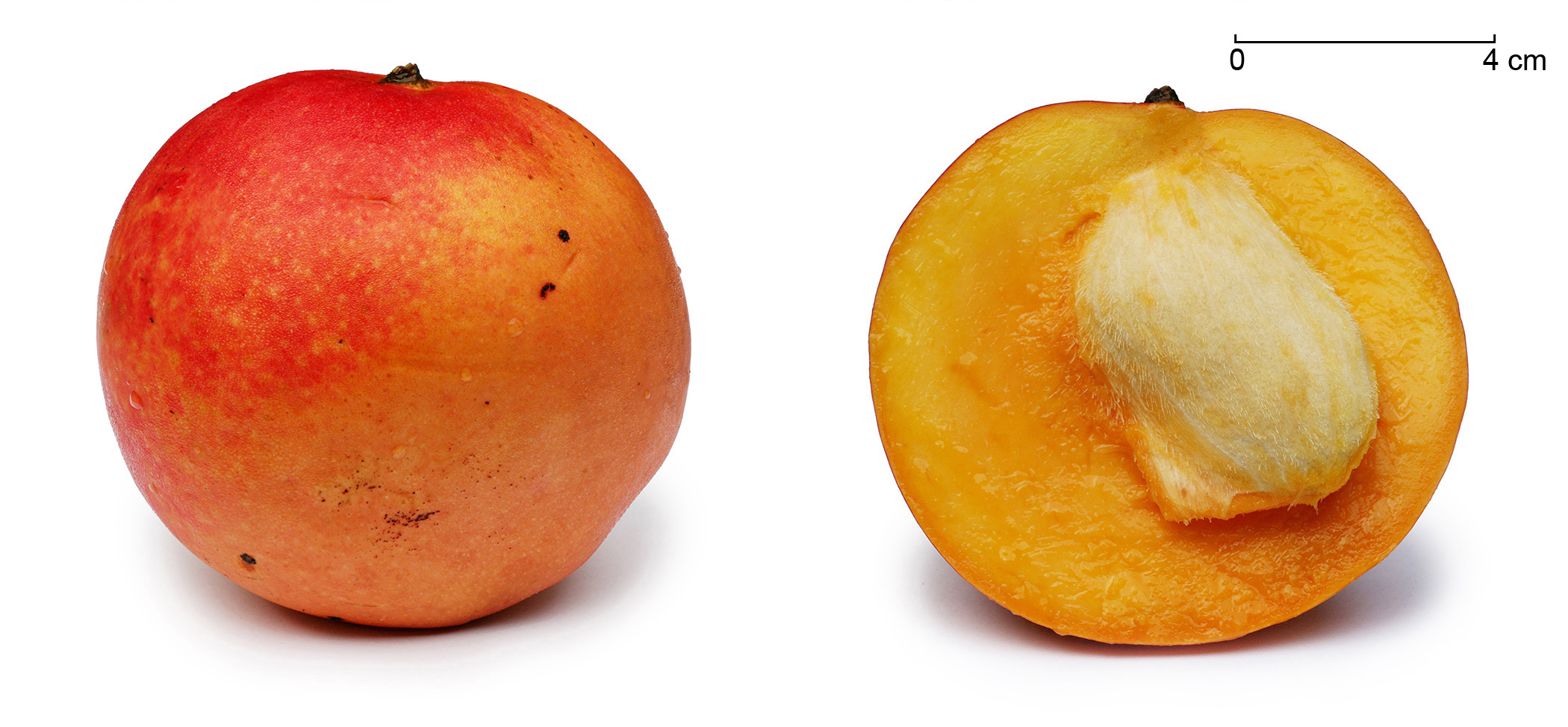
بذرة المنجا إما تكون مشعرة أو ليفية

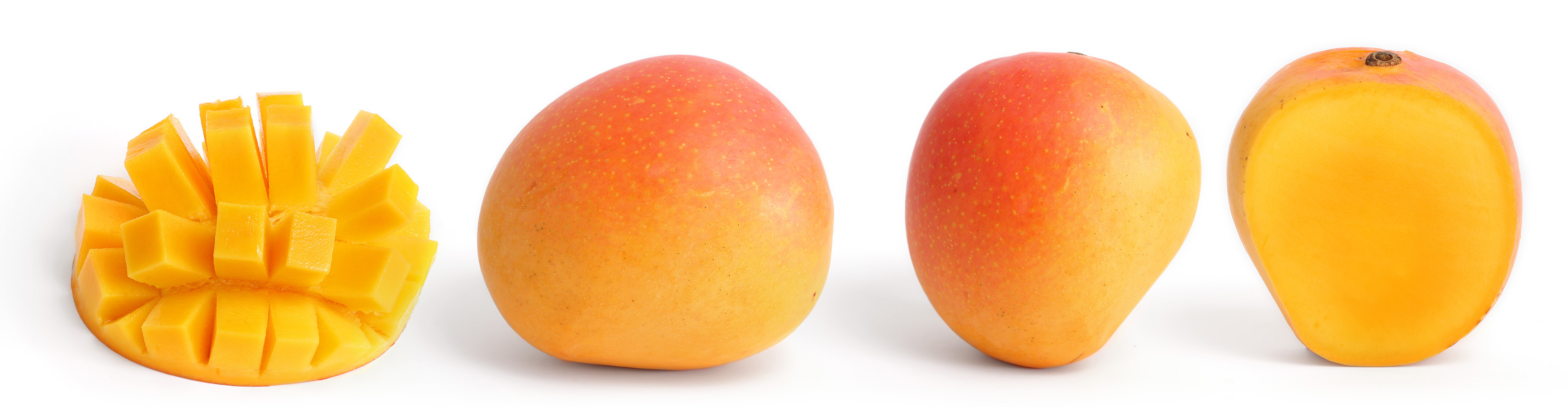
يظهر في الصورة طريقة "القنفذ" والتي هي طريقة شائعة لتناول المنجا (اليسار). ويظهر مقطع نصفي لمنجا على اليمين

تختلف الثمرات الناضجة في اللون والحجم. عادة تكون صُفر أو بُرتقاليّة أو حُمر أو خُضر، وعادة تكون النواة إما ليفية أو مشعرة السطح، ولا يمكن فصلها بسهولة عن اللب. ويكون سمك النواة 1-2 مليمتر، ويكون بداخل النواة خط رفيع يغطي البذرة، طوله 4-7 مليمتر وتحتوي البذرة على جنين النبات.

## الموئل والانتشار
تنمو شجرتها في مناخ مداري وشبه مداري. موطنها الأصلي الهند والهند الصينية، وتزرع في اليمن ومصر وقطاع غزة والسودان ومؤخراً نجحت زراعتها في جنوب السعودية في منطقة جازان.

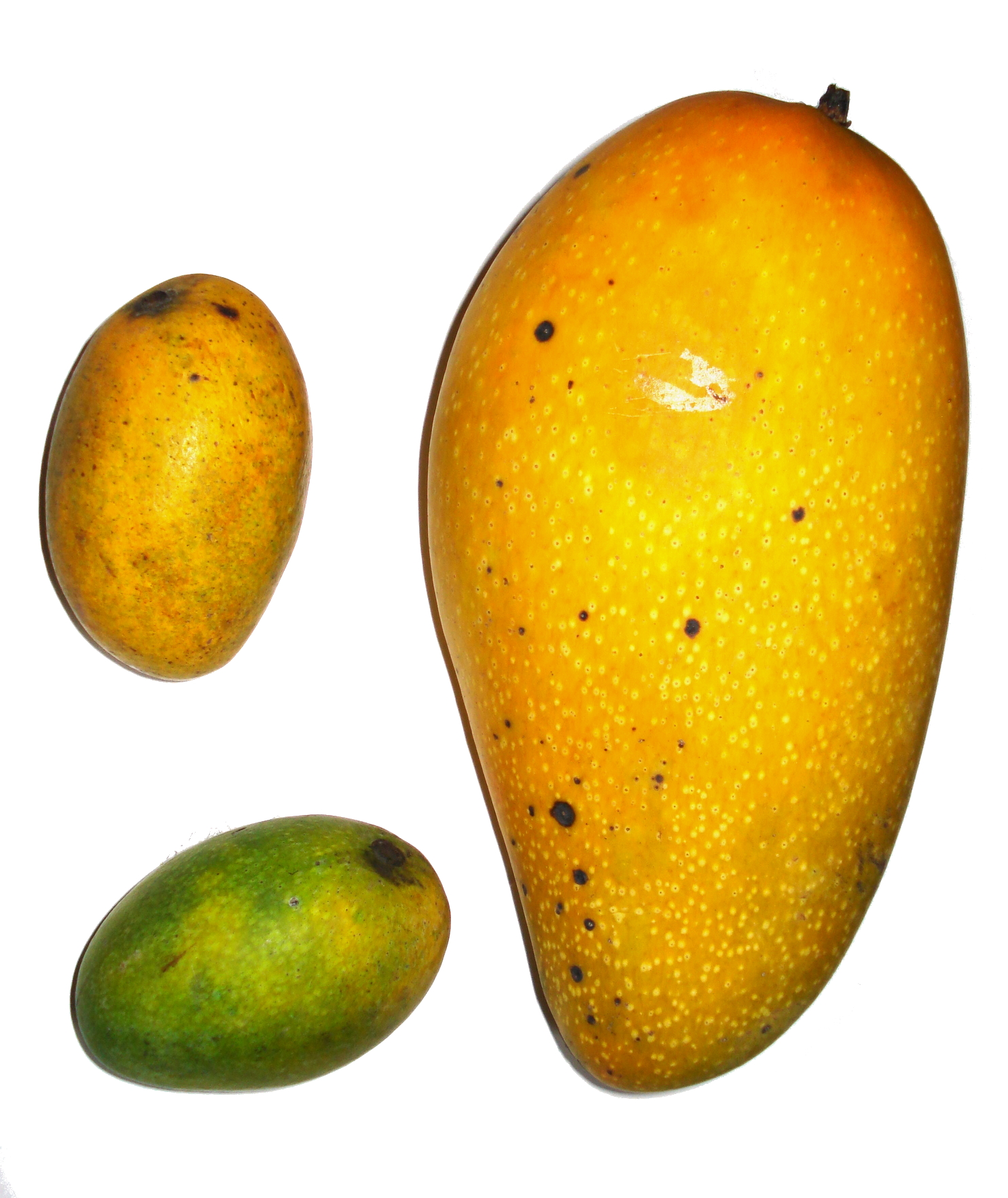
منجا

## قيمة غذائية

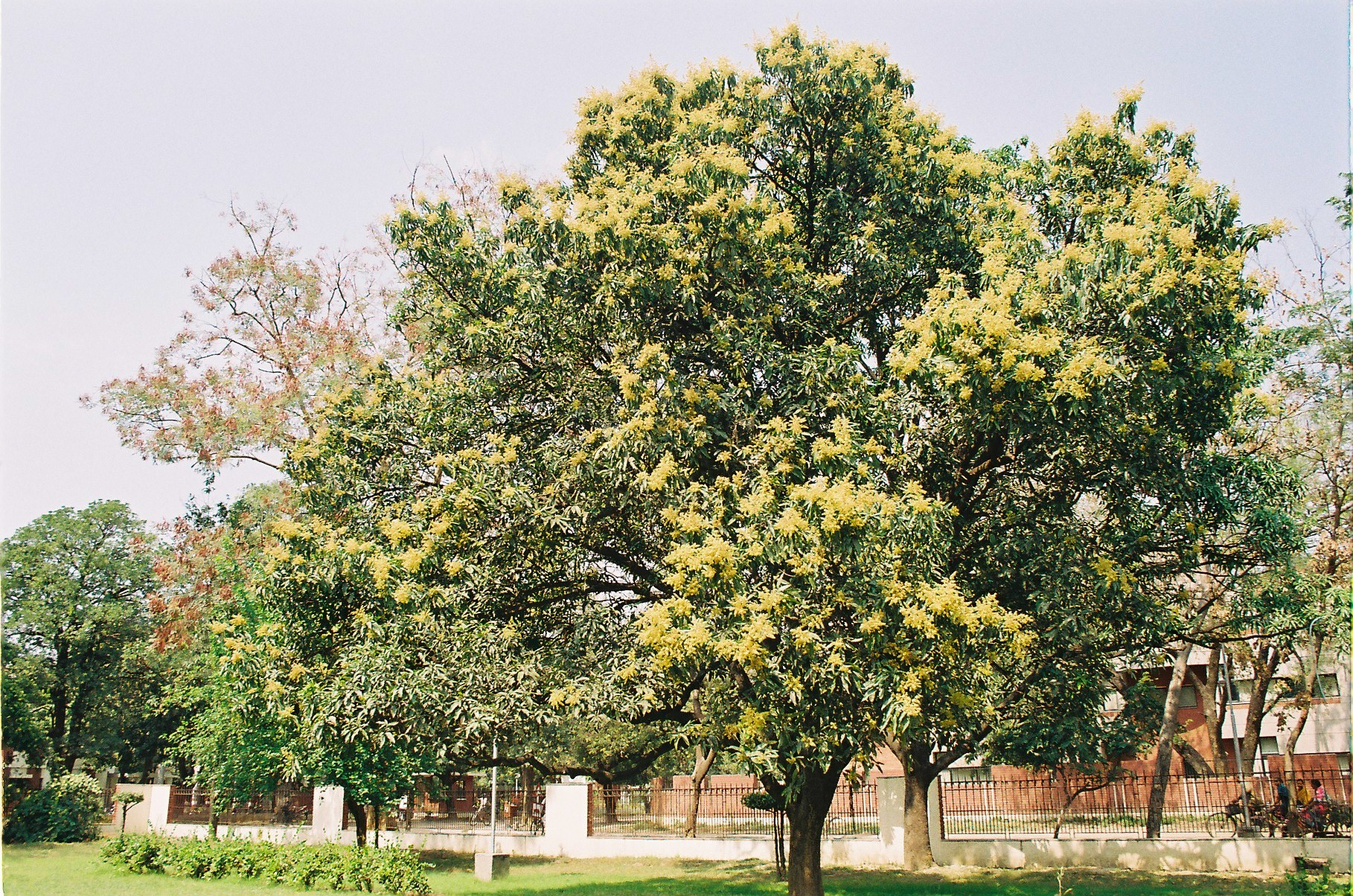
أَنبَجَة مزهرة

## الوصف النباتي

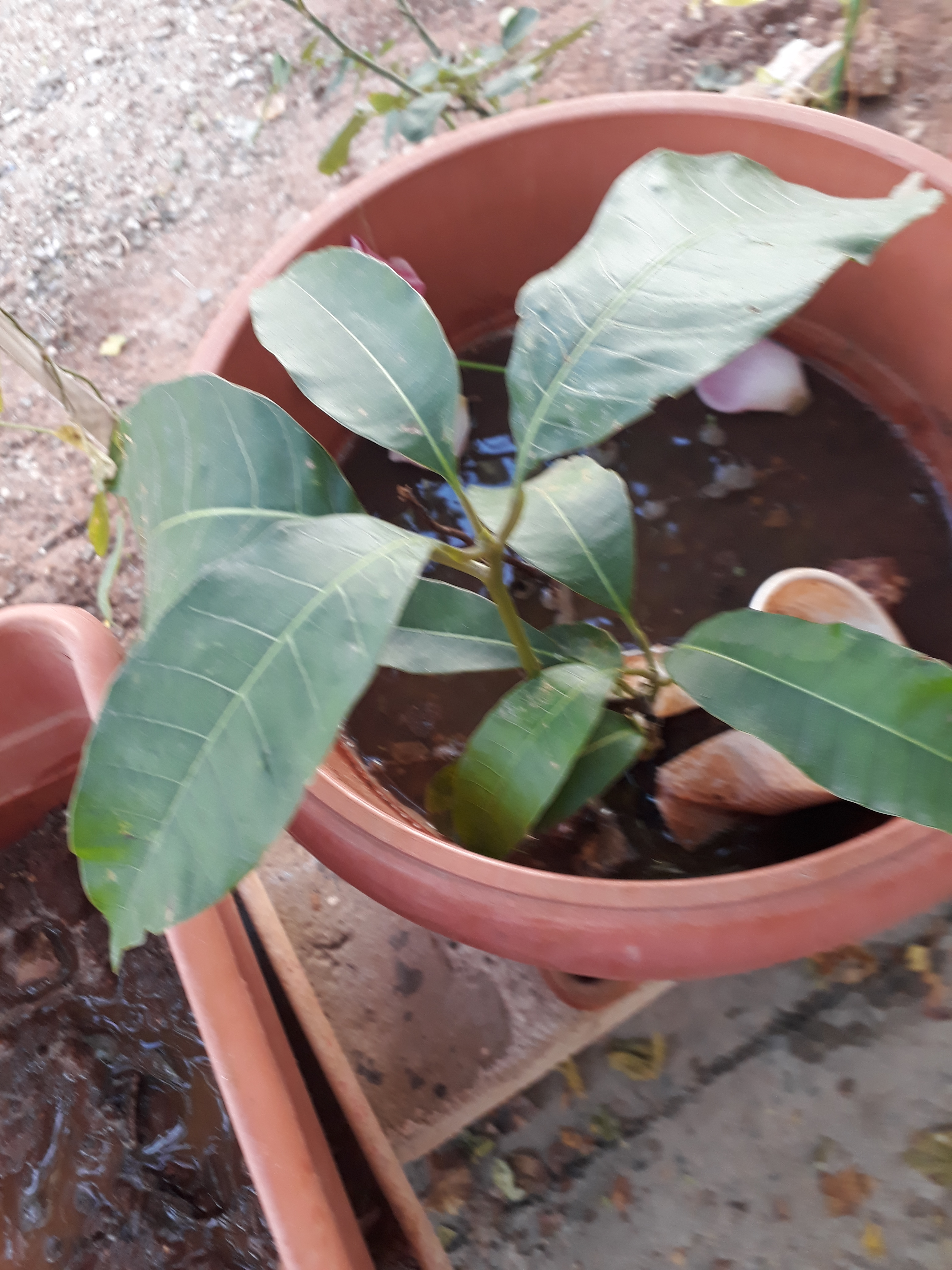
شجرة مانجا صغيرة في أصيص

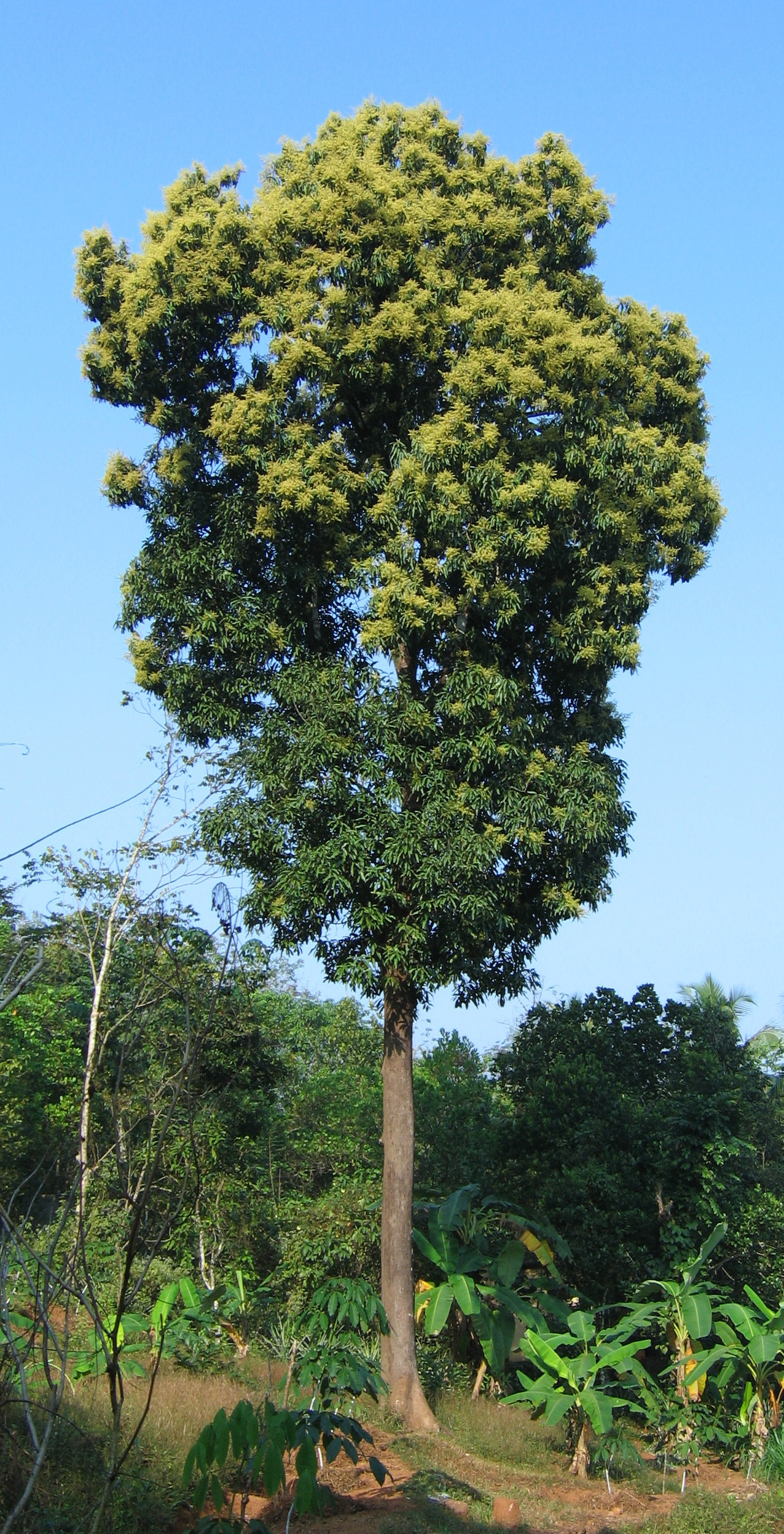
أنبجة مُزهِرة إزهاراً تاماً في كيرلا,الهند

الثمرة هي حسلةٌ.

## أصناف المنجا

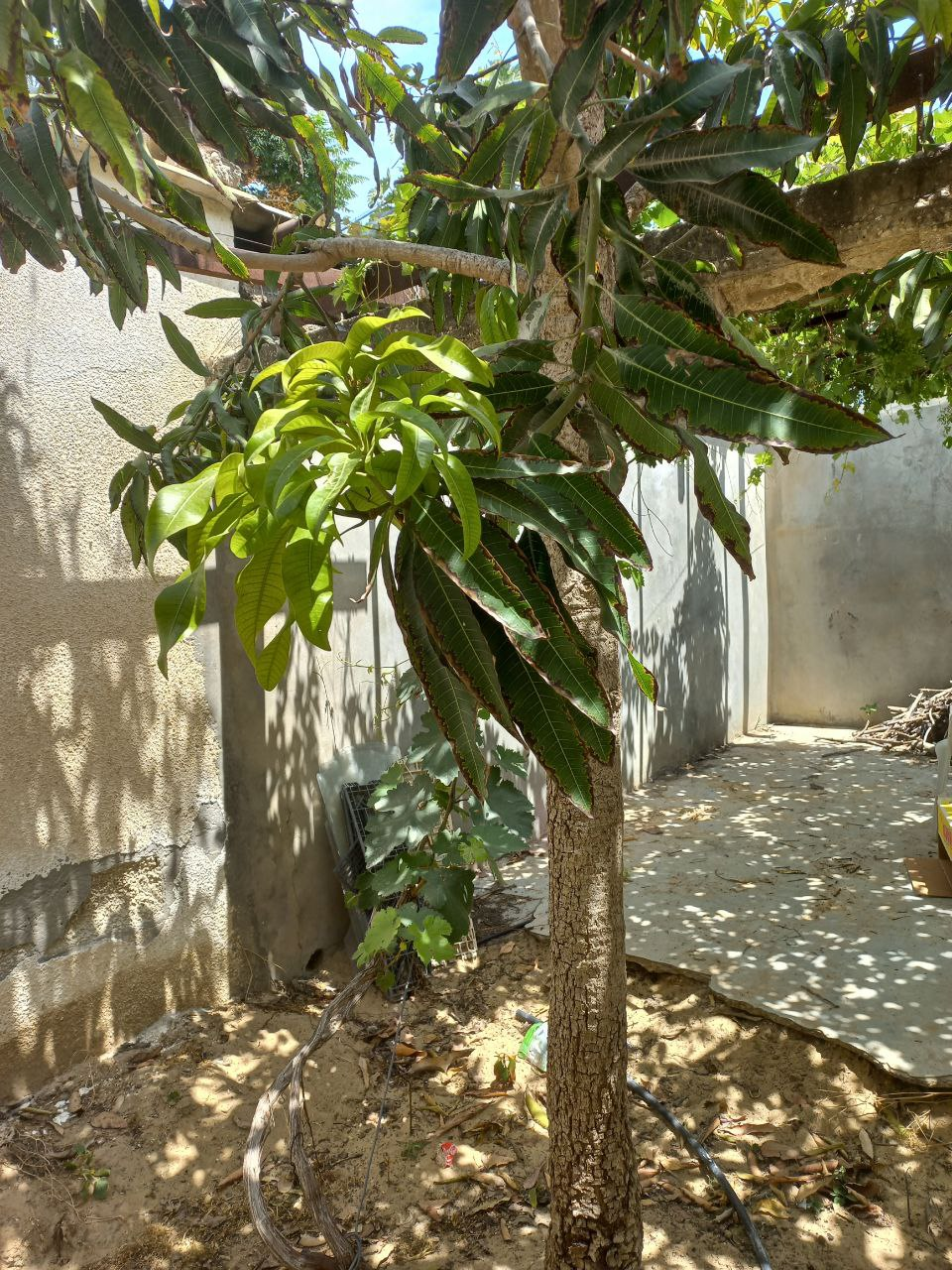
شجرة منجا في فلسطين

- شجرة منجا في فلسطينألفونس: وقد سميت تبعا لألفونسو دي ألبوكيرك القائد البرتغالي الذي أخضع الهند للاستعمار البرتغالي. لونها أخضر مائل للأصفر من الخارج وبرتقالي فاتح من الداخل، متوسطة الحجم وبيضاوية الشكل، قشرتها سميكة نوعا ما وناعمة، لها نكهة قوية.[22]
- عويسي: لونها غالباً يكون أخضر أو أصفر من الخارج وبرتقالي من الداخل، حجمها في الغالب يكون صغير، بيضاوية الشكل، قشرتها سميكة وناعمة، خالية من الألياف وبذرتها صغيرة، تنضج غالباً في شهر أغسطس.[22]
- سكري: لونها أصفر مائل للبرتقالي من الخارج وأصفر من الداخل، وتكون غالباً متوسطة الحجم وقشرتها رقيقة، حلوة المذاق وتحتوي على نسبة عالية من السكر، كما أنها لا تحتوي على ألياف مشعرة في بذرتها.[22]
- قلب الثور: الثمرة شكلها قلبب – منضغط – الحجم كبير جدا – اللون أخضر فاتح – القشرة ناعمة – البذرة سميكة لاصقة باللب، ذات رائحة عطرية خفيفة – اللب لونة أصفر زبدي القوام – حلو الطعم جدا خال من الألياف، البذرة متوسطة، تبدأ في النضج في أوائل سبتمبر[23]
- تيمور: لونها أخضر مائل للأزرق من الخارج وأصفر مائل للبرتقالي من الداخل، حجمها كبير وبيضاوية الشكل، قشرتها ناعمة ورقيقة نوعاً ما، خالية من الألياف.[22]
- تومي اتكنز: لونها أخضر مائل للبنفسجي من الخارج وأصفر مائل للبرتقالي من الداخل، حجمها كبير وبيضاوية الشكل، قشرتها سميكة وناعمة، تحتوي على القليل من الألياف.[22]
- سنسيشن:
- جلن:
- جيلور:
- جولي:
- كيت: لونها أخضر داكن وأحياناً تتلون بالأصفر الخفيف من الخارج وأصفر مائل للبرتقالي من الداخل، متأخرة النضج (مع بداية شهر سبتمبر)، حجمها كبير.[22]
- كنت: لونها أخضر أو أصفر مع تواجد بقع مائلة للأحمر من الخارج وأصفر داكن من الداخل، مستديرة الشكل وقشرتها سميكة، حجمها متوسط وبها ألياف طويلة.[22]
- شوسا:
- جولك:
- زل:
- بالمر: لونها أحمر مع قليل من الأخضر من الخارج وبرتقالي من الداخل، حجمها كبير، بذرتها صغيرة وخالية من الألياف.[22]
- فندايكي:
- هندى بسنارة: الثمرة مستطيلة رفيعة – الحجم متوسط خال من الألياف – البذرة كبيرة نوعا، درجة الصنف فاخر، تبدأ في النضج من منتصف يوليو[23]
- زبدية: لونها أخضر من الخارج وبرتقالي غامق من الداخل، وحجمها غالباً يتراوح من الوسط للكبير، تأخذ نكهة المناجو القوية من حيث الطعم والرائحة، تحتوي بذرتها على ألياف مشعرة.[22]
- كبانية (كوبانية): شكلها بيضوي مستدير – الحجم متوسط – الجلد أملس رقيق عطري الرائحة – اللون أصفر مخضر اللب أصفر برتقالي – زبدي متماسك – حلو الطعم خال من الألياف – البذرة صغيرة نوعا تبدأ في النضج أواخر سبتمبر[23]
- صدّيق:
- بايري: لونها أصفر مُشرب بالأخضر من الخارج وبرتقالي من الداخل، حجمها يتراوح بين الصغير والمتوسط، بذرتها صغيرة وخالية من الألياف، بها بعض الحموضة الخفيفة، وتنضج في أواخر شهر أغسطس.[22]
- رقبة الوزة:
- مايا:
- فص:
- هايدي:
- ياسمينا:
- ناعومي: لونها غالباً ما يكون خليط بين الأحمر والأخضر من الخارج وبرتقالي فاتح من الداخل، حجمها كبير وبذرتها صغيرة ولا تحتوي على ألياف مشعرة.[22]
- اوستن:
- سندري:
- جونسو:
- لنكرو (لانجرا): الثمرة شكلها بيضوي والحجم متوسط والوزن 300-350جم القاعدة مستديرة – اللون أخضر فاتح القشرة ناعمة، لها رائحة عطرية – اللب لونة أصفر برتقالي – متماسك – اللحم زبدي القوام خالي من الألياف – تمتاز بمقاومتها لظاهرة تشوة العناقيد الزهرية – وحيدة الجنين – متوسطة النضج[23]
- دسيري:
- بوريبو : لونها أخضر مع القليل من الأحمر من الخارج وأصفر مائل للبرتقالي من الداخل، حجمها متوسط وبيضاوية الشكل ومتطاولة، قشرتها سميكة، مذاقها حامض قليلا ولها نكهة قوية، بها ألياف قليلة.[22]
- مبروكة : الثمرة مستطيلة – الحجم متوسط إلى كبير – اللون برتقالي – محدد بلون أحمر جذاب – القشرة ناعمة الملمس سميكة عطرة الرائحة – اللب أصفر اللون داكن قرب البذرة متوسط الحلاوة متماسك خال من الألياف – البذرة صغيرة الحجم، تبدأ في النضج في حوالى 15 أغسطس[23]
- دبشة : الشكل كروي – الحجم كبير – لون القشرة أخضر غامق – الجلد ناعم سميك – اللحم لونه أصفر فاتح متماسك – حلو خال من الألياف، البذرة صغيرة، تبدأ في النضج في أواخر سبتمبر[23]
- مسك : شكلة بيضوي – الحجم صغير – اللون برتقالي محمر القشرة ناعمة الملمس – لون اللب برتقالي لذيذ الطعم ذو رائحة عطرية قوية خالية من الألياف البذرة كبيرة نوعا – معاد نضجها من منتصف إلى آخر سبتمبر[23]
- منتخب القناطر : صنف منتخب حديثا ناتج من جنين جنسي – من صنف الهندي الخاصة والأشجار متوسطة النمو غزيرة المحصول الثمرة مستطيلة طولها 15-17سم، اللون أصفر برتقالي بخد أحمر – القشرة ملساء رقيقة جلدية – اللب زبدي القوام أصفر برتقالي – نسبة المواد الصلبة الذائبة عالية 18-20% عديدة الأجنّة – قليل الإصابة بتشوة العناقيد الزهرية متوسط النضج (أغسطس وأوائل سبتمير)[23]